# Voleibol als Jocs Olímpics d'estiu de 2012
La competició de voleibol dels Jocs Olímpics d'Estiu 2012 es jugaran a Londres (Anglaterra, Regne Unit) al pavelló Earls Court. Les competicions es jugaran des del 27 al 12 d'agost de 2012.

## Calendari de classificació

### Masculí
| Voleibol Masculí                              | Data                                 | Seu          | Places | Classificat               |
| --------------------------------------------- | ------------------------------------ | ------------ | ------ | ------------------------- |
| País amfitrió                                 | -                                    | -            | 1      | Regne Unit                |
| Copa Mundial Masculina FIVB 2011              | 20 de novembre - 4 de desembre, 2011 | Japó         | 3      | Rússia · Polònia · Brasil |
| Torneig de Classificació Olímpic Africà       | 17 - 21 de gener, 2012               | Camerun      | 1      | Tunísia                   |
| Torneig de Classificació Olímpic Asiàtic      | 1 - 10 de juny, 2012                 | Japó         | 1      | Austràlia                 |
| Torneig de Classificació Olímpic Europeu      | 8 - 13 de maig, 2012                 | Bulgària     | 1      | Itàlia                    |
| Torneig de Classificació Olímpic Nord-americà | 7 - 12 de maig, 2012                 | Estats Units | 1      | Estats Units              |
| Torneig de Classificació Olímpic Sud-americà  | 11 - 13 de maig, 2012                | Argentina    | 1      | Argentina                 |
| Torneig Preolímpic de Classificació 1         | 1 - 10 de juny, 2012                 | Japó         | 1      | Sèrbia                    |
| Torneig Preolímpic de Classificació 2         | 8 - 10 de juny, 2012                 | Bulgària     | 1      | Bulgària                  |
| Torneig Preolímpic de Classificació 3         | 8 - 10 de juny, 2012                 | Alemanya     | 1      | Alemanya                  |
| TOTAL                                         |                                      |              | 12     |                           |

### Femení
| Voleibol Femení                               | Data                         | Seu     | Places | Classificat                             |
| --------------------------------------------- | ---------------------------- | ------- | ------ | --------------------------------------- |
| País amfitrió                                 | -                            | -       | 1      | Regne Unit                              |
| Copa Mundial Femenina FIVB 2011               | 4 - 18 de novembre, 2011     | Japó    | 3      | Itàlia · Estats Units · R.P. de la Xina |
| Torneig de Classificació Olímpic Africà       | 2 - 4 de febrer, 2012        | Algèria | 1      | Algèria                                 |
| Torneig de Classificació Olímpic Asiàtic      | 19 - 27 de maig, 2012        | Japó    | 1      | Japó                                    |
| Torneig de Classificació Olímpic Europeu      | 1 - 6 de maig, 2012          | Turquia | 1      | Turquia                                 |
| Torneig de Classificació Olímpic Nord-americà | 29 d'abril - 5 de maig, 2012 | Mèxic   | 1      | República Dominicana                    |
| Torneig de Classificació Olímpic Sud-americà  | 9 - 13 de maig, 2012         | Brasil  | 1      | Brasil                                  |
| Torneig Preolímpic de Classificació           | 19 - 27 de maig, 2012        | Japó    | 3      | Rússia · Corea del Sud · Sèrbia         |
| TOTAL                                         |                              |         | 12     |                                         |

## Resultats
| Categoria | Or | Plata | Bronze |
| Femenina  |    |       |        |
| Masculina |    |       |        |

## Medaller
| Pos. | Comitè Olímpic | Or | Plata | Bronze | Total |
| 1    |                | 2  | 2     | 2      | 6     |

## Competició masculina

### Fase de grups

#### Grup A
| Equip | J | G | P | SG | SP | Punts |
| ----- | - | - | - | -- | -- | ----- |
|       | 0 | 0 | 0 | 0  | 0  | 0     |
|       | 0 | 0 | 0 | 0  | 0  | 0     |
|       | 0 | 0 | 0 | 0  | 0  | 0     |
|       | 0 | 0 | 0 | 0  | 0  | 0     |
|       | 0 | 0 | 0 | 0  | 0  | 0     |
|       | 0 | 0 | 0 | 0  | 0  | 0     |

- Resultats

| Data | Hora¹ | Partit | Partit | Partit | Resultat |
| ---- | ----- | ------ | ------ | ------ | -------- |
| .    | :     |        | -      |        | -        |
| .    | :     |        | -      |        | -        |
| .    | :     |        | -      |        | -        |
| .    | :     |        | -      |        | -        |
| .    | :     |        | -      |        | -        |
| .    | :     |        | -      |        | -        |
| .    | :     |        | -      |        | -        |
| .    | :     |        | -      |        | -        |
| .    | :     |        | -      |        | -        |
| .    | :     |        | -      |        | -        |
| .    | :     |        | -      |        | -        |
| .    | :     |        | -      |        | -        |
| .    | :     |        | -      |        | -        |
| .    | :     |        | -      |        | -        |
| .    | :     |        | -      |        | -        |

#### Grup B
| Equip | J | G | P | SG | SP | Punts |
| ----- | - | - | - | -- | -- | ----- |
|       | 0 | 0 | 0 | 0  | 0  | 0     |
|       | 0 | 0 | 0 | 0  | 0  | 0     |
|       | 0 | 0 | 0 | 0  | 0  | 0     |
|       | 0 | 0 | 0 | 0  | 0  | 0     |
|       | 0 | 0 | 0 | 0  | 0  | 0     |
|       | 0 | 0 | 0 | 0  | 0  | 0     |

- Resultats

| Data | Hora¹ | Partit | Partit | Partit | Resultat |
| ---- | ----- | ------ | ------ | ------ | -------- |
| .    | :     |        | -      |        | -        |
| .    | :     |        | -      |        | -        |
| .    | :     |        | -      |        | -        |
| .    | :     |        | -      |        | -        |
| .    | :     |        | -      |        | -        |
| .    | :     |        | -      |        | -        |
| .    | :     |        | -      |        | -        |
| .    | :     |        | -      |        | -        |
| .    | :     |        | -      |        | -        |
| .    | :     |        | -      |        | -        |
| .    | :     |        | -      |        | -        |
| .    | :     |        | -      |        | -        |
| .    | :     |        | -      |        | -        |
| .    | :     |        | -      |        | -        |
| .    | :     |        | -      |        | -        |

### Fase final

#### Quarts de final
| Data | Hora¹ | Partit | Partit | Partit | Resultat |
| ---- | ----- | ------ | ------ | ------ | -------- |
| .    | :     |        | -      |        | -        |
| .    | :     |        | -      |        | -        |
| .    | :     |        | -      |        | -        |
| .    | :     |        | -      |        | -        |

#### Semifinals
| Data | Hora¹ | Partit | Partit | Partit | Resultat |
| ---- | ----- | ------ | ------ | ------ | -------- |
| .    | :     |        | -      |        | -        |
| .    | :     |        | -      |        | -        |

#### Tercer lloc
| Data | Hora¹ | Partit | Partit | Partit | Resultat |
| ---- | ----- | ------ | ------ | ------ | -------- |
| .    | :     |        | -      |        | -        |

#### Final
| Data | Hora¹ | Partit | Partit | Partit | Resultat |
| ---- | ----- | ------ | ------ | ------ | -------- |
| .    | :     |        | -      |        | -        |

## Competició femenina

### Fase de grups

#### Grup A
| Equip                | J | G | P | SG | SP | Punts |
| -------------------- | - | - | - | -- | -- | ----- |
| Regne Unit           | 0 | 0 | 0 | 0  | 0  | 0     |
| Itàlia               | 0 | 0 | 0 | 0  | 0  | 0     |
| Rússia               | 0 | 0 | 0 | 0  | 0  | 0     |
| Japó                 | 0 | 0 | 0 | 0  | 0  | 0     |
| República Dominicana | 0 | 0 | 0 | 0  | 0  | 0     |
| Algèria              | 0 | 0 | 0 | 0  | 0  | 0     |

- Resultats

| Data | Hora¹ | Partit | Partit | Partit | Resultat |
| ---- | ----- | ------ | ------ | ------ | -------- |
| .    | :     |        | -      |        | -        |
| .    | :     |        | -      |        | -        |
| .    | :     |        | -      |        | -        |
| .    | :     |        | -      |        | -        |
| .    | :     |        | -      |        | -        |
| .    | :     |        | -      |        | -        |
| .    | :     |        | -      |        | -        |
| .    | :     |        | -      |        | -        |
| .    | :     |        | -      |        | -        |
| .    | :     |        | -      |        | -        |
| .    | :     |        | -      |        | -        |
| .    | :     |        | -      |        | -        |
| .    | :     |        | -      |        | -        |
| .    | :     |        | -      |        | -        |
| .    | :     |        | -      |        | -        |

#### Grup B
| Equip           | J | G | P | SG | SP | Punts |
| --------------- | - | - | - | -- | -- | ----- |
| Estats Units    | 0 | 0 | 0 | 0  | 0  | 0     |
| Brasil          | 0 | 0 | 0 | 0  | 0  | 0     |
| R.P. de la Xina | 0 | 0 | 0 | 0  | 0  | 0     |
| Sèrbia          | 0 | 0 | 0 | 0  | 0  | 0     |
| Turquia         | 0 | 0 | 0 | 0  | 0  | 0     |
| Corea del Sud   | 0 | 0 | 0 | 0  | 0  | 0     |

- Resultats

| Data | Hora¹ | Partit | Partit | Partit | Resultat |
| ---- | ----- | ------ | ------ | ------ | -------- |
| .    | :     |        | -      |        | -        |
| .    | :     |        | -      |        | -        |
| .    | :     |        | -      |        | -        |
| .    | :     |        | -      |        | -        |
| .    | :     |        | -      |        | -        |
| .    | :     |        | -      |        | -        |
| .    | :     |        | -      |        | -        |
| .    | :     |        | -      |        | -        |
| .    | :     |        | -      |        | -        |
| .    | :     |        | -      |        | -        |
| .    | :     |        | -      |        | -        |
| .    | :     |        | -      |        | -        |
| .    | :     |        | -      |        | -        |
| .    | :     |        | -      |        | -        |
| .    | :     |        | -      |        | -        |

### Fase final

#### Quarts de final
| Data | Hora¹ | Partit | Partit | Partit | Resultat |
| ---- | ----- | ------ | ------ | ------ | -------- |
| .    | :     |        | -      |        | -        |
| .    | :     |        | -      |        | -        |
| .    | :     |        | -      |        | -        |
| .    | :     |        | -      |        | -        |

#### Semifinals
| Data | Hora¹ | Partit | Partit | Partit | Resultat |
| ---- | ----- | ------ | ------ | ------ | -------- |
| .    | :     |        | -      |        | -        |
| .    | :     |        | -      |        | -        |

#### Tercer lloc
| Data | Hora¹ | Partit | Partit | Partit | Resultat |
| ---- | ----- | ------ | ------ | ------ | -------- |
| .    | :     |        | -      |        | -        |

#### Final
| Data | Hora¹ | Partit | Partit | Partit | Resultat |
| ---- | ----- | ------ | ------ | ------ | -------- |
| .    | :     |        | -      |        | -        |